# Petria Chaves
Petria Chaves (São Paulo, 26 de julho de 1982) é uma jornalista, escritora e radialista brasileira.
Atualmente, é âncora da Rádio CBN apresentando o programa Revista CBN  aos fins de semana, este que fala sobre comportamento, política, tecnologia e variedades, e entrevistas. É autora do livro "Escute Teu Silêncio". Na mesma emissora, ancorou juntamente com Fabíola Cidral o programa Caminhos Alternativos.
Pela série de reportagens “Lixo eletrônico: o paradoxo da modernidade” foi vencedora do Prêmio Allianz Seguros de Jornalismo na categoria especial Sustentabilidade e Mudanças Climáticas, que também recebeu o prêmio Abrelpe de Jornalismo, da Associação Brasileira de Empresas de Resíduos Sólidos, como uma das três melhores reportagens sobre destinação do lixo no Brasil.
Em 2020, lançou o documentário "A verdade da Mentira", com direção de Maria Carolina Telles e exibição do History Channel. O documentário explica como a inteligência artificial impactou as eleições presidenciais no Brasil, em 2018, sobre os processos emocionais pelos quais consumimos notícia e como as redes sociais podem deturpar a nossa maneira de enxergar a realidade e a política. 

Em 2021, Petria Chaves lançou seu primeiro livro,  "Escute teu silêncio", pela Editora Planeta, no qual procurou refletir sobre a importância da escuta atenta e do silêncio. Em Escute teu silêncio, a jornalista entrevistou referências da psicanálise, neurociência, negócios, filosofia e espiritualidade para entender como se tornar um ouvinte melhor numa sociedade polifônica.